# Wojny dorszowe
Wojny dorszowe (isl. Þorskastríðin lub Landhelgisstríðin – w dosłownym tłumaczeniu wojny przybrzeżne; ang. Cod Wars; niem. Kabeljaukriege) nazywane również islandzkimi wojnami dorszowymi – seria konfrontacji między Islandią a Wielką Brytanią w latach 50. oraz 70. XX wieku (choć podobne konflikty w tym regionie zdarzały się już wcześniej), dotyczących wyłącznej strefy ekonomicznej Islandii. Wszystkie z nich zakończyły się zwycięstwem Islandii.

## Przyczyny
Islandia kilkakrotnie ogłaszała stopniowe zwiększenie tej strefy na potrzeby swojego rybołówstwa, stanowiącego podstawę gospodarki Islandii. Wywołało to sprzeciw niektórych państw Europy Zachodniej, a zwłaszcza Wielkiej Brytanii, których rybacy łowili na tych akwenach. Ponieważ najczęściej poławianą rybą jest tu dorsz, nazwano ten konflikt wojnami dorszowymi (w języku angielskim cod war jest ironicznym nawiązaniem do zimnej wojny, czyli cold war).

## Pierwsza wojna dorszowa
U podstaw tego konfliktu leżało zmniejszanie się ławic ryb na skutek nadmiernych połowów. Islandczycy wybrali więc najprostsze rozwiązanie, czyli wyparcie kutrów innych państw, tak by dozwolone kwoty połowowe przypadły wyłącznie miejscowym rybakom. Po uchwaleniu nowego prawa, po raz pierwszy Islandia poszerzyła swoją strefę wyłącznych połowów 1 września 1958 roku. Strefa wzrosła z 4 mil morskich do 12 mil od wybrzeża Islandii. Brytyjczycy nie uznali tej zmiany i odpowiedzieli, że ich kutry będą łowić pod osłoną okrętów Royal Navy, co uczynili w trzech obszarach. Islandzka Straż Przybrzeżna próbowała je przegonić i przy użyciu długich lin cumowniczych przeciąć sieci z brytyjskich łodzi; statki z obu stron odniosły uszkodzenia w wyniku ataków taranujących.
11 marca 1961 roku zawarto porozumienie, które ustaliło granicę 12 mil morskich jako wyłączną strefę połowów Islandii, lecz Wielka Brytania otrzymała prawa połowowe w wyznaczonych strefach i w określonych porach roku w zewnętrznych 6 milach morskich tej strefy na trzy lata. W ramach porozumienia ustalono także, że wszelkie przyszłe nieporozumienia między Islandią a Wielką Brytanią będą przekazywane Międzynarodowemu Trybunałowi Sprawiedliwości w Hadze.

## Druga wojna dorszowa

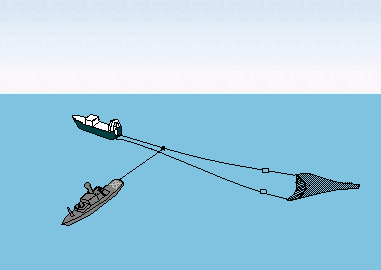
Głównym zadaniem islandzkiej straży przybrzeżnej, w trakcie drugiej i trzeciej wojny dorszowej, było przecinanie sieci rybackich

W 1972 roku Islandia zdecydowała o jednostronnym poszerzeniu strefy połowów do 50 mil morskich. Wkrótce ogłosiła zmniejszenie dozwolonych kwot połowów. Okręty islandzkiej straży przybrzeżnej broniły dostępu brytyjskim trawlerom łowiącym w 50-milowej strefie. Ze swej strony Wielka Brytania wysłała okręty Royal Navy, które miały chronić brytyjskich rybaków. W 1973 roku podpisano porozumienie kończące drugą wojnę dorszową. Umożliwiało ono połowy wewnątrz 50-milowej strefy, ale tylko w wyznaczonych obszarach.

## Trzecia wojna dorszowa

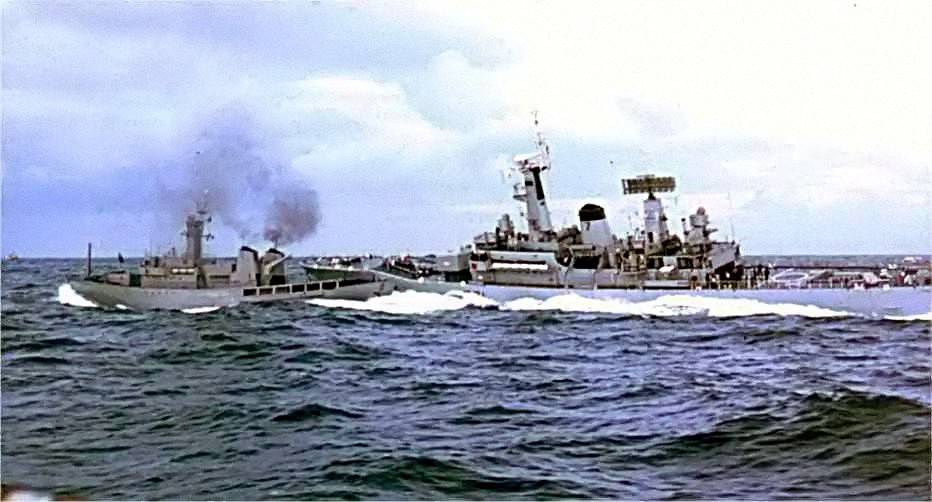
Islandzka łódź patrolowa „Óðinn” (po lewej) zderza się z brytyjską fregatą „HMS Scylla (F71)” 23 lutego 1976 roku podczas trzeciej wojny dorszowej

Porozumienie wygasło w listopadzie 1975 roku, co rozpoczęło trzecią wojnę dorszową. W tym samym roku Islandia po raz kolejny postanowiła poszerzyć wyłączną strefę ekonomiczną do 200 mil morskich od wybrzeży islandzkich. Brytyjczycy nie uznali tej decyzji władz islandzkich i ich kutry nadal udawały się tam na połowy. Strona islandzka próbowała powstrzymać wtargnięcia obcej floty połowowej na jej wody.
Podczas kolejnej odsłony konfliktu dochodziło do przypadków odcinania obcych sieci rybackich przez okręty islandzkiej straży przybrzeżnej, a także do kilku incydentów w postaci wymiany strzałów ostrzegawczych czy taranowania statków obu stron. Doszło także do zerwania stosunków dyplomatycznych między oboma krajami. Ponadto Islandia przez pewien czas groziła wystąpieniem z NATO w wypadku nieuregulowania kwestii połowu dorsza na jej korzyść.

## Rozwiązanie
Ostatecznie Wielka Brytania uległa presji Islandczyków, kiedy ci zagrozili zamknięciem bazy NATO w Keflavíku. Mogło to znacząco zmniejszyć zdolność obrony NATO przed Związkiem Radzieckim na Atlantyku. W 1976 roku oba kraje doszły do kompromisu. Islandia zezwoliła na dostęp do 200-milowej strefy wyłącznych połowów maksymalnie 24 kutrom brytyjskim.
Szacuje się, że koszt naprawy uszkodzonych fregat Royal Navy wyniósł ponad 1 milion funtów.
W 2012 roku brytyjski rząd zaoferował odszkodowania i przeprosiny rybakom, którzy stracili środki do życia w latach 70. XX wieku. Oferta 1000 funtów odszkodowania zaoferowanego 2,5 tys. rybakom ponad 35 lat po tych wydarzeniach została powszechnienie skrytykowana jako niewystarczająca i bardzo spóźniona.